# Habrocestum schinzi
Habrocestum schinzi là một loài nhện trong họ Salticidae.
Loài này thuộc chi Habrocestum. Habrocestum schinzi được Eugène Simon miêu tả năm 1887.